# 伍鵬志
伍鵬志（英語：Pierre Ng Pang Chi，1983年8月2日—），籍貫广东省台山市，人稱「伍仔」、「志仔」、「台山伍2.0」、「馬場伍哥」，是香港賽馬會所屬練馬師，也是前香港練馬師伍碧權之子。

## 簡介

### 留學澳洲時期
伍鵬志自10歲起於澳洲留學，在當地完成高小及中學教育後，以優異成績考進新南威爾斯大學修讀安全科學及日本研究理學士課程，主修職安健，副修日本語言文化，能操流利英語及日語。 
伍曾利用課餘時間到校園附近之蘭域馬場內之馬房做兼職，學習料理馬匹，包括在潘英年和大衛希斯馬房任策騎員／馬房助理，也曾為華禮納和佩思效力，於日本當交換生時亦曾在安田隆行馬房工作。 此外他亦曾到美國沙拉托加斯普陵的莫特馬房做暑期工，2005年畢業後回港發展。

### 回港發展
伍鵬志在2007年加入香港賽馬會，並擔任其父親伍碧權馬房的策騎員。他其後分別追隨蘇保羅（2013年-2017年）、蔡約翰（2017年-2019年）及呂健威（2019年-2022年）馬房，出任他們的馬房副練。期間，他協助練馬師訓練出多匹星級戰駒，包括揚威海外的短途佳駟「友瑩格」；在港勝出一級賽的「紅衣醒神」、「天下為攻」、「翩翩」；取得彪炳成績、勝出多項一級賽及四歲三冠王的馬王「金鎗六十」等。
伍鵬志於2022年6月獲香港賽馬會發出2022/2023年度練馬師牌照，准許他該季開始在港開倉。他出身自賽馬世家，其父親伍碧權（人稱「台山伍」） 亦是練馬師，在港練馬三十多年，訓練出「通靈」及「及時而出」兩匹馬王級佳駟。較早前，由於練馬師蘇保羅已通知馬會，他將放棄申請該馬季練馬師牌照。
2022年9月14日，伍鵬志於跑馬地馬場憑霍宏聲策騎的「令才」（上手練馬師為蘇偉賢）以31倍冷門身份勝出，贏得從練生涯首場頭馬。
2022年9月25日，伍鵬志首度派馬出戰級制賽，當天他派出「韋小寶」出戰三級賽慶典盃，雖然最終馬匹無功而還，但仍在蔡明紹胯下取得一席季軍，首度派馬出戰級制賽便上名。
2023年3月25日，伍鵬志首度派馬出戰海外級制賽，當天他派出「韋小寶」出戰於杜拜美丹馬場舉行的1200米國際一級賽阿喬斯短途錦標，在周俊樂胯下取得第5名, 獲得獎金。同日他亦派出「龍鼓飛揚」角逐1800米國際一級賽杜拜草地大賽, 以第12名過終點。
2022/2023年度馬季，伍鵬志以41場頭馬名列練馬師榜第10名，成績已超越其父親的最佳馬季。
2023年11月11日，伍鵬志於沙田馬場憑「發財秘笈」、「發財大師」、「唯美主義」及「綠族無限」，單日四捷，成為當天練馬師王。
2024年1月1日，伍鵬志憑着「神虎龍駒」勝出國際三級賽華商會挑戰盃，贏得其從練以來首項分級賽。
2024年3月24日，伍鵬志首次派出馬匹「錶之銀河」及「嘉應傳承」角逐香港打吡大賽，僅不敵由葉楚航訓練之「大至尊」得亞軍及季軍。
2024年5月19日，伍鵬志憑黃智弘策騎的「神虎龍駒」取得在港從練的第一百場頭馬。
2023/2024年度馬季，伍鵬志在練馬師榜一度拋離群雄，曾連續15個賽馬日（2023年11月5日至12月23日）取得頭馬進帳，惟到季尾時因部份馬匹疲態畢露及加分太多而逐漸失去優勢，被前上司呂健威步步進逼, 於煞科日雖憑「美麗第一」及「初戀」贏了2場，但呂廄勝出最後5場中的4場，最終較伍廄多1冠1亞而奪標。伍廄則以69場頭馬完成賽季，位列亞軍，但已是成績最佳的一季。
2024年10月23日，伍鵬志憑「都靈福星」、「堅闖」、「奮鬥心」包辦三重彩。

## 家庭狀況
伍鵬志已婚，其妻子為前見習學員王麗銀（Silver）。

## 主要訓練馬匹
- 「令才」（從練生涯首場頭馬）
- 「韋小寶」（從練首匹馬遠征獲獎金，曾勝出三場第一班賽事）
- 「勁快聯盟」（從練首匹連捷馬）
- 「我為您」（單季六捷）
- 「神虎龍駒」（華商會挑戰盃2023/24）
- 「錶之銀河」（獅子山錦標2023/24、精英碟2023/24、最佳四歲馬2023/24）
- 「綠族無限」（精英盃2023/24）
- 「美麗第一」（國慶盃2024/25）

## 從練成績
| 年度      | 冠 | 亞 | 季 | 殿 | 第五 | 出馬總數 | 所贏獎金        | 練馬師榜排名   | 備注     |
| --------- | -- | -- | -- | -- | ---- | -------- | --------------- | -------------- | -------- |
| 2022-2023 | 41 | 38 | 48 | 43 | 38   | 511      | $58,618,480     | 10 / 22        | 開倉首季 |
| 2023-2024 | 69 | 54 | 58 | 55 | 64   | 644      | $119,613,517.50 | 2 / 21（亞軍） | 第2季    |
| 2024-2025 | 40 | 45 | 58 | 52 | 42   | 632      | $83,184,845     | 10 / 22        | 第3季    |

## 從練資料
|                | 日期           | 賽事                                  | 場地 | 馬場       | 馬名     | 騎師   | 名次 | 獨贏賠率 |
| -------------- | -------------- | ------------------------------------- | ---- | ---------- | -------- | ------ | ---- | -------- |
| 初出賽         | 2022年9月11日  | 第五班 - 1200米                       | 草地 | 沙田馬場   | 無敵精英 | 霍宏聲 | 9    | 51       |
| 首勝利         | 2022年9月14日  | 第四班 - 1000米                       | 草地 | 跑馬地馬場 | 令才     | 霍宏聲 | 1    | 31       |
| 級際賽初出賽   | 2022年9月25日  | 三級賽 - 1400米（慶典盃）             | 草地 | 沙田馬場   | 韋小寶   | 蔡明紹 | 3    | 10       |
| 級際賽首勝利   | 2024年1月1日   | 三級賽 - 1400米（華商會挑戰盃）       | 草地 | 沙田馬場   | 神虎龍駒 | 艾兆禮 | 1    | 6.8      |
| 一級賽初出賽   | 2022年12月11日 | 一級賽 - 1200米（香港短途錦標）       | 草地 | 沙田馬場   | 韋小寶   | 班德禮 | 11   | 59       |
| 一級賽初勝利   |                |                                       |      |            |          |        |      |          |
| 四歲系列初出賽 | 2024年3月3日   | 四歲系列經典賽 - 1800米（香港經典盃） | 草地 | 沙田馬場   | 嘉應傳承 | 艾兆禮 | 13   | 32       |
| 四歲系列首勝利 |                |                                       |      |            |          |        |      |          |